# 1823
Évszázadok: 18. század – 19. század – 20. század
Évtizedek: 1770-es évek – 1780-as évek – 1790-es évek – 1800-as évek – 1810-es évek – 1820-as évek – 1830-as évek – 1840-es évek – 1850-es évek – 1860-as évek – 1870-es évek
Évek: 1818 – 1819 – 1820 – 1821 –  1822 – 1823 – 1824 – 1825 – 1826 – 1827 – 1828

## Események

### Határozott dátumú események
- augusztus 24. – Kisfaludy Károly A tatárok Magyarországon című darabjával Miskolcon megnyitja kapuit a polgárok adományaiból épült első magyar nyelvű kőszínház a korabeli Magyarországon.[1]
- szeptember 26. – Kossuth Lajos 21 évesen megkapja ügyvédi oklevelét.[2]
- szeptember 28. –  XII. Leó pápa megválasztása.[3]
- október 25. – Krakkóban elkészül a Tadeusz Kościuszkónak emléket állító Kościuszko-halom.[4]
- december 2. – A Monroe-elv megfogalmazása, „Amerika az amerikaiaké”.[5]

### Határozatlan dátumú események
- az év folyamán –
  - Kazinczy Ferenc Pannonhalmának nevezi az addig Győrszentmártonként illetve Pannonhegyként ismert helyet.[6]
  - I. Péter brazil császár feloszlatja a liberális alkotmány előkészítésére készülő nemzetgyűlést és száműzi José Bonifácio de Andrada e Silva radikális vezetőt.[7]

## Az év témái

### 1823 az irodalomban
- január 22. – Kölcsey Ferenc ezen napra keltezi Hymnus, a' Magyar nép zivataros századaiból című és Isten, áldd meg a Magyart kezdetű költeményét (amely Erkel Ferenc zenéjével nemzeti himnuszunk lett).[8]

### 1823 a tudományban
- november 3. – Bolyai János 21 évesen Temesváron e napon kelt levelében közli atyjával, Bolyai Farkassal: „semmiből ujj más világot teremtettem.”[9]

### 1823 a zenében
- május 1. – Liszt Ferenc Pesten A Hét Választófejedelemhez címzett fogadóban tartja első fővárosi hangversenyét.[10]

## Születések
- január 1. – Petőfi Sándor, költő († 1849)
- január 10. – Ligeti Antal, festőművész († 1890)
- január 16. – Louise Zeller német írónő († 1889)
- január 20. – Madách Imre, költő († 1864)
- február 18. – Csergeő Flóris katolikus pap, nyelvész, költő († 1879)
- március 3. – id. Andrássy Gyula, magyar miniszterelnök († 1890)
- március 11. – Pákh Albert ügyvéd, az MTA levelező, valamint a Kisfaludy Társaság rendes tagja, a Vasárnapi Ujság alapítója († 1867)
- április 5. – Balkányi Szabó Lajos ügyvéd, költő († 1889)
- április 7. – Guillaume-Jules Hoüel francia matematikus; kiemelkedő a szerepe Bolyai János alkotásának nemzetközi kiadásában és  recepciójában († 1886)
- április 8. – Bulcsú Károly református lelkész, tanár († 1865)
- április 23. – I. Abdul-Medzsid, az Oszmán Birodalom 32. szultánja († 1861)
- május 11. – Kovács Ferenc politikus, az MTA tagja, Hódmezővásárhely korabeli közéletének jeles alakja († 1895)
- május 15. – Böszörményi László országgyűlési képviselő († 1869)
- július 20. – VII. Pius pápa (* 1742)[11]
- augusztus 21. – Csernátony Lajos, újságíró, politikus († 1901)
- szeptember 16. – Sükei Károly költő, újságíró, műfordító († 1854)
- szeptember 28. – Schenzl Guidó meteorológus, akadémikus, a Magyar Meteorológiai és Földdelejességi Intézet létrehozója és első igazgatója. († 1890)
- október 13. – Lisznyai Damó Kálmán költő, a Tízek Társaságának tagja († 1863)
- október 18. – Ipolyi Arnold besztercebányai majd nagyváradi püspök, az MTA tagja, a magyar művészettörténet egyik úttörője († 1886)
- november 7. – Zichy Antal, magyar politikus, a Kisfaludy Társaság tagja, a Magyar Tudományos Akadémia tiszteleti tagja, Zichy Mihály festőművész bátyja († 1898)
- december 15. – Urházy György újságíró, író, országgyűlési képviselő, honvédtiszt, az MTA tagja († 1873)

## Halálozások
- január 26. – Edward Jenner, a himlővakcina feltalálója (* 1749)
- február 19. – Mitterpacher Dániel Antal, róm. kat. püspök (* 1745)
- március 14. – Charles François Dumouriez, francia tábornok a francia forradalom és a napóleoni háborúk idején (* 1739)
- április 7. – Jacques Charles, francia fizikus (Charles-törvény) (* 1746)
- május 15. – Genersich János, történész, pedagógus (* 1761)
- június 1. – Louis Nicolas Davout, Franciaország marsallja a napóleoni háborúkban (* 1770)
- augusztus 2. – Lazare Nicolas Marguerite Carnot, francia tábornok, politikus, tudós (* 1753)
- augusztus 7. – Laáb Mátyás, horvát író, fordító (* 1746)
- augusztus 18. – André-Jacques Garnerin, francia feltaláló, merevített váz nélküli ernyővel elsőnek hajtott végre nagy magasságból sikeres ejtőernyős ugrást  (* 1769)
- augusztus 21. – Márkosz Bócarisz, albániai görög kleftosz, szulióta harcos, a görög szabadságharc jelentős alakja (*  1790)
- szeptember 11. – David Ricardo, brit közgazdász, üzletember és politikus (*  1772)